# پالیاواآم
پالیاواآم (روسی: Паляваам) یک رودخانه در ناحیه خودگردان چوکوتکای کشور روسیه است.